# Margarete Heymann
Pour les articles homonymes, voir Heymann.
Margarete Heymann, aussi connue sous les noms de  Margarete Heymann-Loebenstein, Margarete Heymann-Marks et Grete Marks, est née le 10 août 1899 à Cologne et est morte le 11 novembre 1990 à Londres. C'est une céramiste allemande d'origine juive et étudiante de l'école du Bauhaus. Elle est fondatrice des Ateliers Haël (Haël-Werkstätten). 

## Biographie

### Formation
Elle fait ses études en peinture à la Haute école d'art (Kunstgewerbeschule) de Cologne, et puis à l'Académie des beaux-arts de Düsseldorf (Staatliche Kunstakademie Düsseldorf). 
À 21 ans, en 1920, elle est acceptée à l'École d'arts appliqués du Bauhaus, à Weimar où elle assiste aux cours de Johannes Itten, Paul Klee, Georg Muche et Gertrud Grunow.
Au Bauhaus, elle se rebelle contre la politique à l'égard des femmes et refuse d'entrer à l'atelier de tissage vers lequel les femmes sont dirigées d'office. Après une longue bataille et un premier refus, elle réussit à convaincre Gropius de lui laisser une place en céramique à titre d'essai. Elle y crée des objets angulaires, composés de triangles et de cercles et parsemés de motifs constructivistes et de glaçages vifs, généralement jaunes ou bleus. 
Elle quitte le Bauhaus après un an à peine, à la suite de heurts avec son professeur Gerhard Marcks dont les détails ne sont pas clairs à ce jour. Cependant, les archives indiquent qu'elle va d'une période d'essai à l'autre, avec des remarques sur son aptitude à être dans cet atelier,. D'ailleurs Marcks et Gropius décident à cette époque de réserver l'atelier de céramique aux hommes. « Ce métier est trop dur pour les femmes », écrit Gropius en 1923, deux ans après la radiation de Grete Heymann. « Si possible, pas de femmes dans la poterie, pour leur bien et celui de l'atelier ».
Après son départ du Bauhaus, Margarete Heymann donne des cours de céramique pour enfants à l'Académie des arts appliqués, à Cologne et travaille à temps partiel dans un atelier de céramique à Frechen. En 1922, elle occupe un poste d'assistante artistique dans les usines de pierres de Velten-Vordamm près de Berlin. 
Un an plus tard, elle épouse l'économiste Gustav Loebenstein.  

### Les ateliers Haël

#### Création et développement de l'atelier
Avec son mari et le frère de celui-ci, Daniel Loebenstein, elle fonde en 1923, les Ateliers Haël (Haël-Werkstätten) dans une usine à fours désaffectée à Marwitz (actuellement en Pologne), qu'ils louent d'abord puis achètent en 1926.  L'atelier de céramique s'étend rapidement et devient une entreprise moderne employant une centaine de personnes, sous la direction artistique de Margarete Heymann-Loebenstein. Ses céramiques sont commercialisés en Allemagne et  exportées dans des magasins à la mode à Londres et aux États-Unis. Les ateliers prennent le nom des initiales du couple Heymann-Loebenstein (H–L). 
Margarete Heymann s'inspire de l'écriture de Wassily Kandinsky : cercles, lignes, surfaces vides reportées au pinceau fin forment le décor. Chaque pièce est unique, que ce soit un cendrier ou une tasse à thé. 

#### Crise économique et nazisme
En 1928, Gustav et Daniel Loebenstein meurent lors d'un accident de voiture, alors qu'ils se rendent à une foire commerciale à Leipzig. Grete Heymann-Loebenstein, alors mère de deux jeunes enfants, doit diriger seule l'entreprise. Elle ouvre un nouveau four en 1930 mais les ateliers Haël, comme l'ensemble de l'industrie de la porcelaine et de la céramique, connaît des difficultés à cause de la dépression économique des années 1930 et de la montée du nazisme. 
En 1933, elle perd son fils Stefan, âgé de cinq ans, lors d'un incendie. À la suite de cet accident, elle est dénoncée pour défaut de surveillance, arrêtée brièvement par les nazis puis libérée. Un peu plus tard, elle sera encore dénoncée par deux de ses employés, comme ennemi d'état. Elle se réfugie quelque temps sur l'île danoise de Bornholm.

#### Vente de l'entreprise
Face à de grandes difficultés financières et sachant que l'arrivée au pouvoir des nazis rende la gestion difficile à cause de son origine juive, Margarete Heymann-Loebenstein ferme l’entreprise et désigne le commissaire Max Berlin-Silberstein à Berlin en qualité de liquidateur. Le directeur de l’usine de grès Vordamm, avec qui Margarete Heymann avait travaillé, entame alors des négociations pour essayer de rétablir l'entreprise et sauver les emplois. Lorsqu'il parvient à un accord préliminaire, qui maintient Margarete Heymann comme directrice artistique, celle-ci rompt les négociations et essaie de créer une nouvelle société à Jérusalem. Comme ce projet ne progresse pas, elle l'abandonne fin 1933.

Après de nouvelles péripéties dans les négociations concernant les ateliers Haël, la société est recréée sous le nom de Ateliers HB. Heinrich Schild, un agent du gouvernement nazi en est le directeur commercial et Hedwig Bollhagen, la directrice artistique. Il semble que les deux aient réussi à garder la société hors des mains du Deutsche Arbeitsfront, une émanation nazie, malgré les critiques à répétition pointant le fait que les ateliers HB continuaient à produire des œuvres d'artistes juifs comme Margarete Heymann et Nora Herz,.

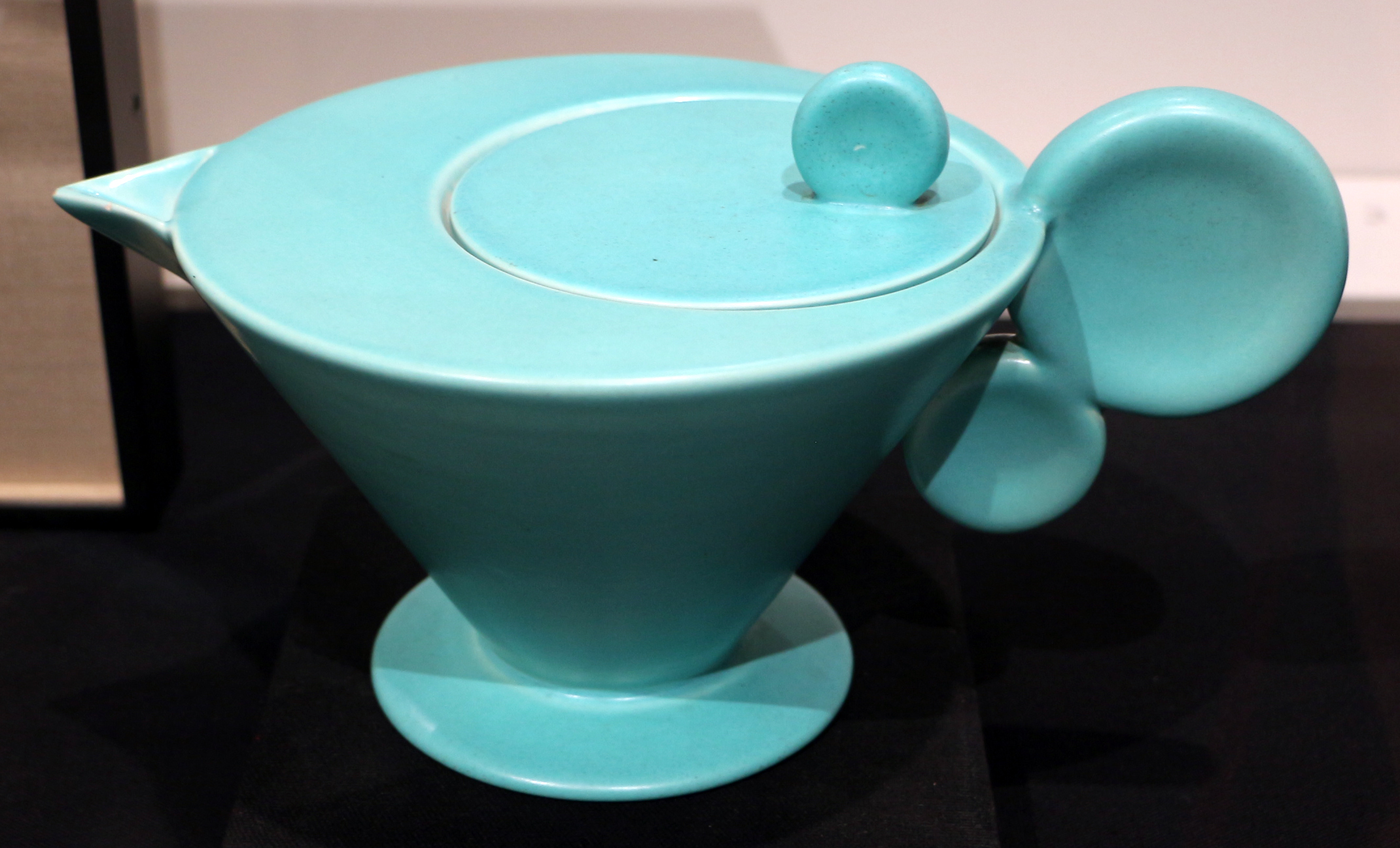
Théière réalisée par Margarete Heymann

La production des céramiques reprend en mai 1934, tout d'abord avec une utilisation importante de dessins de Margarete Heymann, qui perçoit un pourcentage sur les produits présentés à la Foire de Leipzig. Jusque dans les années 1960, Hedwig Bollhagen fabriquait encore certaines de ses créations. 

### Le Royaume-Uni et Grete Pottery
Margarete Heymann reste encore deux ans en Allemagne, orga nise un atelier pour enfants et enseigne dans une école juive puis, en 1936, elle émigre au Royaume-Uni  avec son fils Michael et s'établit à Stoke-on-Trent, une ville industrielle connue sous le nom de "The Potteries" (Les poteries). C'est encore une ville sale et brumeuse du XIXe siècle, composée de fours à bouteilles et de cheminées d'usines, contrairement aux poteries allemandes déjà modernisées à cette époque. Ses créations ne rencontrent guère de succès dans cet environnement vieillot. Après être passée par la compagnie Mintons où elle insiste pour rejoindre le conseil d'administration (ce qui est alors très rare pour un designer, encore plus si c'est une femme), elle fonde Grete Pottery et commercialise des variations de ses céramiques vendues à Haël-Werkstätten, ainsi que de nouvelles créations. Néanmoins, elle est obligée à fermer ses ateliers au début de la Seconde Guerre mondiale. Elle se marie avec Harold Marks et déménage à Londres où elle se lance dans la peinture. ls ont une fille Frances Marks en 1941.
À la fin de la guerre, elle reprend la production de céramique dans son atelier. Au même temps, elle enseigne la peinture à la Camberwell School of Arts and Crafts. En 1961, Margaret Heyman est reconnue comme victime de la persécution nazie et indemnisée en 1985 pour la vente forcée de son entreprise.
Elle meurt à Londres en 1990.
En 2018, sa ville natale, Cologne, et la galerie Markanto, la première galerie à avoir présenté ses œuvres sérieusement, placent un « Stolperstein » dans la rue Kinkel en l'honneur de Grete Heymann et de sa mère Emma Heymann, assassinée dans le camp de Sobibor en 1943. Sa fille Frances Marks assiste à la cérémonie.

## Expositions
Son œuvre fait partie de la collection du Musée Juif de Berlin.
- 2012 : « Haël-Keramik 1923 – 1933 », du 15 juin au 22 octobre, au Keramik-Museum, Berlin[12]
- 2013 : « Grete Marks: When Modern Was Degenerate » (Grete Marks: quand le moderne était dégénéré), du 6 septembre au 17 février 2012 au Musée d'art de Milwaukee[9].
- 2014 : « Bauhaus aus Köln: Das Werk von Margarete Heymann-Loebenstein » (le Bauhaus de Cologne: les œuvres de Margarete Heymann-Loebenstein), du 12 septembre au 30 novembre 2014 à la galerie Markanto à Cologne[13].
- 2019 : 
  - «Zwei Kölnerinnen am Bauhaus » (deux artistes nés à Cologne au Bauhaus) du 12 avril au 11 août 2019 au MAKK, Museum für angewandte Kunst, Cologne[3]. Une exposition très complète des travaux de Margarete Heymann-Loebenstein et de sa cousine la sculptrice et scénographe Marianne Ahlfeld-Heymann.
  - « Grete Marks: An Intimate Portrait »(Grete Marks: iun portrait intime), du 26 juin au 27 octobre 2019, à la Pallant House Gallery[14].